# Peritoró
Peritoró là một đô thị thuộc bang Maranhão, Brasil. Đô thị này có diện tích 748 km², dân số năm 2007 là 19055 người, mật độ 25,49 người/km².